# ديفيد كولتهارد
ديفيد كولتهارد (بالإنجليزية: David Coulthard)‏ مواليد 27 مارس 1971 في اسكتلندا، المملكة المتحدة، هو سائق فورملا 1 بريطاني سابق بدأ مسيرته الاحترافية سنة 1993. كان أول سباق له هو جائزة إسبانيا الكبرى 1994، حقق أول فوز له في جائزة البرتغال الكبرى 1995. خاض خلال مسيرته 247 سباقاً فاز في 13 منها.

## سباقات شارك فيها
- لو مان 24 ساعة
- بطولة فورمولا 3 البريطانية

## بطولات حققها
- جائزة البرتغال الكبرى 1995
- جائزة أستراليا الكبرى 2003

## روابط خارجية
- ديفيد كولتهارد على موقع IMDb (الإنجليزية)
- ديفيد كولتهارد على موقع قاعدة بيانات الفيلم (الإنجليزية)
- ديفيد كولتهارد على موقع Racing-Reference.info (الإنجليزية)
- ديفيد كولتهارد على موقع DriverDB.com (الإنجليزية)